# نهائي كوبا ليبرتادوريس 2021
نهائي كأس ليبرتادوريس 2021 هو النهائي رقم 62 من بطولة كأس ليبرتادوريس وهي البطولة التي ينظمها كونميبول.
لعبت المباراة النهائية يوم 27 نوفمبر 2021 على أرضية ملعب سنتيناريو في مونتيفيديو، الأوروغواي.
تغلب بالميراس على فلامنغو بهدفين لواحد بعد وقت إضافي ليحقق لقبه الثالث في المسابقة، ليتأهل لكأس العالم للأندية 2021، كما حصل على حق اللعب ضد بطل كوبا سود أمريكانا 2021، أتلتيكو باراناينسي، في ريكوبا سودأمريكانا 2022، وتأهل تلقائيًا لمرحلة المجموعات من كوبا ليبرتادوريس 2022.

## عن الفريقين
| الفريق   | نهائيات سابقة (الخط العريض يشير لسنة الفوز) |
| -------- | ------------------------------------------- |
| بالميراس | 5 (1961، 1968، 1999، 2000، 2020)            |
| فلامنغو  | 2 (1981، 2019)                              |

## الملعب
| الاتحاد    | الملعب                                 | المدينة      | السعة  |
| ---------- | -------------------------------------- | ------------ | ------ |
| الأرجنتين  | ملعب الرئيس خوان دومينغو بيرون         | أفيلانيدا    | 61,000 |
| الأرجنتين  | ملعب ليبرتادوريس دي أمريكا             | أفيلانيدا    | 48,069 |
| الأرجنتين  | ملعب مونومنتال أنتونيو فيسبوسيو ليبرتي | بوينس آيرس   | 70,074 |
| الأرجنتين  | لا بومبونيرا                           | بوينس آيرس   | 54,000 |
| الأرجنتين  | ملعب ماريو ألبيرتو كيمبس               | قرطبة        | 57,000 |
| البرازيل   | ملعب أرينا دي بايكسادا                 | كوريتيبا     | 42,372 |
| البرازيل   | ملعب بيرا-ريو                          | بورتو أليغري | 50,128 |
| البرازيل   | ملعب مورومبي                           | ساو باولو    | 67,052 |
| البرازيل   | أرينا كورينثيانز                       | ساو باولو    | 49,205 |
| تشيلي      | ملعب خوليو مارتينيز برادانوس الوطني    | سانتياغو     | 58,665 |
| الإكوادور  | مونومنتال إيسيدرو روميرو               | غواياكيل     | 59,283 |
| الأوروغواي | ملعب سنتيناريو                         | مونتيفيديو   | 60,235 |

في 13 مايو 2021، أعلن الكونميبول عن اختيار ملعب سنتيناريو، مونتيفيديو لاحتضان النهائي.

## المباراة

### التفاصيل
| بالميراس                 | 2–1 (ب.و.إ.) | فلامنغو     |
| ------------------------ | ------------ | ----------- |
| - فيغا 5' - ديفيرسون 95' | تقرير        | باربوسا 72' |

| بالميراس | فلامنغو |

|  |  |  |